# قائمة قرارات مجلس الأمن التابع للأمم المتحدة من 201 إلى 300
هذه قائمة لقرارات مجلس الأمن التابع للأمم المتحدة رقم 201 إلى 300 المعتمدة في الفترة بين 19 مارس 1965 و12 أكتوبر 1971.

## القائمة
| القرارات                                     | التاريخ        | التصويت                                                                                               | الاهتمامات |
| -------------------------------------------- | -------------- | --- | --- |
| قرار مجلس الأمن التابع للأمم المتحدة رقم 201 | 19 مارس 1965   | اعتمد 11–0–0                                                                                          | تمديد ولاية قوة الأمم المتحدة لحفظ السلام في قبرص |
| قرار مجلس الأمن التابع للأمم المتحدة رقم 202 | 6 مايو 1965    | 7–0–4 (ممتنعون: فرنسا، اتخاد الجمهوريات الاشتراكية السوفياتية، المملكة المتحدة، الولايات المتحدة)     | إعلان الاستقلال الأحادي لروديسيا الجنوبية |
| قرار مجلس الأمن التابع للأمم المتحدة رقم 203 | 14 مايو 1965   | اعتمد 11–0–0                                                                                          | الدعوة لوقف إطلاق النار في الحرب الأهلية الدومينيكية |
| قرار مجلس الأمن التابع للأمم المتحدة رقم 204 | 19 مايو 1965   | اعتمد 11–0–0                                                                                          | القوات المسلحة البرتغالية في الأراضي السنغالية |
| قرار مجلس الأمن التابع للأمم المتحدة رقم 205 | 22 مايو 1965   | 10–0–1 (ممتنع: الولايات المتحدة)                                                                      | الدعوة إلى وقف إطلاق النار في جمهورية الدومينيكان |
| قرار مجلس الأمن التابع للأمم المتحدة رقم 206 | 15 يونيو 1965  | اعتمد 11–0–0                                                                                          | تمديد ولاية قوة الأمم المتحدة لحفظ السلام في قبرص |
| قرار مجلس الأمن التابع للأمم المتحدة رقم 207 | 10 أغسطس 1965  | اعتمد بالإجماع                                                                                        | الدعوى إلى وقف الأعمال في قبرص |
| قرار مجلس الأمن التابع للأمم المتحدة رقم 208 | 10 أغسطس 1965  | اعتمد بدون تصويت                                                                                      | وفاة القاضي عبد الحميد بدوي وإجراء انتخابات محكمة العدل الدولية                                                                                            |
| قرار مجلس الأمن التابع للأمم المتحدة رقم 209 | 4 سبتمبر 1965  | اعتمد 11–0–0                                                                                          | تدهور الوضع على طول خط وقف إطلاق النار في كشمير |
| قرار مجلس الأمن التابع للأمم المتحدة رقم 210 | 6 سبتمبر 1965  | 11–0–0                                                                                                | الحرب الهندية الباكستانية عام 1965 |
| قرار مجلس الأمن التابع للأمم المتحدة رقم 211 | 20 سبتمبر 1965 | 10–0–1 (ممتنع: الأردن)                                                                                | المطالبة بوقف إطلاق النار بين الهند وباكستان |
| 212                                          | 20 سبتمبر 1965 | اعتمد 11–0–0                                                                                          | قبول المالديف |
| 213                                          | 20 سبتمبر 1965 | اعتمد 11–0–0                                                                                          | قبول سنغافورة |
| قرار مجلس الأمن التابع للأمم المتحدة رقم 214 | 27 سبتمبر 1965 | اعتمد بدون تصويت                                                                                      | الدعوة لوقف إطلاق النار بين الهند وباكستان |
| 215                                          | 5 نوفمبر 1965  | 9–0–2 (ممتنعون: الأردن، اتحاد الجمهوريات الاشتراكية السوفياتية)                                       | اجتماع ممثلي الهند وباكستان والأمين العام |
| قرار مجلس الأمن التابع للأمم المتحدة رقم 216 | 12 نوفمبر 1965 | 10–0–1 (ممتنع: فرنسا)                                                                                 | إعلان الاستقلال الأحادي من روديسيا الجنوبية |
| قرار مجلس الأمن التابع للأمم المتحدة رقم 217 | 20 نوفمبر 1965 | 10–0–1 (ممتنع: فرنسا)                                                                                 | دعوة حكومة المملكة المتحدة للعمل في روديسيا الجنوبية |
| قرار مجلس الأمن التابع للأمم المتحدة رقم 218 | 23 نوفمبر 1965 | 7–0–4 (الممتنعون عن التصويت: فرنسا، هولندا، المملكة المتحدة، الولايات المتحدة الأمريكية)              | دعوة لإنهاء الأقاليم البرتغالية |
| قرار مجلس الأمن التابع للأمم المتحدة رقم 219 | 17 ديسمبر 1965 | اعتمد بالإجماع                                                                                        | تمديد ولاية قوة الأمم المتحدة لحفظ السلام في قبرص |
| قرار مجلس الأمن التابع للأمم المتحدة رقم 220 | 16 مارس 1966   | اعتمد 15–0–0 (القرار الأول الذي اعتمدته 15 دولة عضو)                                                  | تمديد ولاية قوة الأمم المتحدة لحفظ السلام في قبرص |
| قرار مجلس الأمن التابع للأمم المتحدة رقم 221 | 9 أبريل 1966   | 10-0-5 (امتناع: بلغاريا، فرنسا، مالي، اتحاد الجمهوريات الاشتراكية السوفياتية، أوروغواي)               | بيرا باترول في روديسيا الجنوبية |
| قرار مجلس الأمن التابع للأمم المتحدة رقم 222 | 16 يونيو 1966  | اعتمد 15–0–0                                                                                          | تمديد ولاية قوة الأمم المتحدة لحفظ السلام في قبرص |
| 223                                          | 21 يونيو 1966  | اعتمد 15–0–0                                                                                          | قبول غيانا |
| 224                                          | 14 أكتوبر 1966 | اعتمد 15–0–0                                                                                          | قبول بوتسوانا |
| 225                                          | 14 أكتوبر 1966 | اعتمد 15–0–0                                                                                          | قبول ليسوثو |
| قرار مجلس الأمن التابع للأمم المتحدة رقم 226 | 14 أكتوبر 1966 | اعتمد 15–0–0                                                                                          | هجمات فصائل أجنبية التي مقرها أنغولا في جمهورية الكونغو الديمقراطية                                                                                        |
| قرار مجلس الأمن التابع للأمم المتحدة رقم 227 | 28 أكتوبر 1966 | اعتمد 15–0–0                                                                                          | تعيين الأمين العام، يو ثانت |
| 228                                          | 25 نوفمبر 1966 | 14–0–1 (ممتنع: نيوزلاندا)                                                                             | إستنكار هجوم إسرائيل على الأردن في انتهاك لميثاق الأمم المتحدة                                                                                             |
| قرار مجلس الأمن التابع للأمم المتحدة رقم 229 | 2 ديسمبر 1966  | اعتمد 15–0–0                                                                                          | تعيين الأمين العام، يو ثانت |
| 230                                          | 7 ديسمبر 1966  | اعتمد 15–0–0                                                                                          | قبول باربادوس |
| قرار مجلس الأمن التابع للأمم المتحدة رقم 231 | 15 ديسمبر 1966 | اعتمد 15–0–0                                                                                          | تمديد ولاية قوة الأمم المتحدة لحفظ السلام في قبرص |
| قرار مجلس الأمن التابع للأمم المتحدة رقم 232 | 16 ديسمبر 1966 | 11–0–4 (امتناع: بلغاريا، فرنسا، مالي، اتحاد الجمهوريات الاشتراكية السوفياتية)                         | العقوبات ضد الروديسيا الجنوبية |
| 233                                          | 6 يونيو 1967   | اعتمد 15–0–0                                                                                          | دعوى لوقف إطلاق النار بين إسرائيل وسوريا |
| 234                                          | 7 يونيو 1967   | اعتمد 15–0–0                                                                                          | دعوى إلى وقف إطلاق النار في الشرق الأوسط |
| 235                                          | 9 يونيو 1967   | اعتمد 15–0–0                                                                                          | طلب من الأمين العام الاجتماع مع إسرائيل وسوريا |
| 236                                          | 11 يونيو 1967  | اعتمد 15–0–0                                                                                          | إدانة انتهاك إسرائيل - سوريا لوقف إطلاق النار |
| 237                                          | 14 يونيو 1967  | اعتمد 15–0–0                                                                                          | دعوة إسرائيل إلى ضمان سلامة المدنيين وتسهيل عودة اللاجئين                                                                                                  |
| قرار مجلس الأمن التابع للأمم المتحدة رقم 238 | 19 يونيو 1967  | اعتمد 15–0–0                                                                                          | تمديد عمليات حفظ السلام في قبرص |
| قرار مجلس الأمن التابع للأمم المتحدة رقم 239 | 10 يوليو 1967  | اعتمد 15–0–0                                                                                          | مناقشة موضوع فصائل يحاولون زعزعة استقرار جمهورية الكونغو الديمقراطية                                                                                       |
| 240                                          | 25 أكتوبر 1967 | اعتمد 15–0–0                                                                                          | إدانة انتهاك وقف إطلاق النار في الشرق الأوسط |
| قرار مجلس الأمن التابع للأمم المتحدة رقم 241 | 15 نوفمبر 1967 | اعتمد 15–0–0                                                                                          | التدخل في جمهورية الكونغو الديمقراطية |
| 242                                          | 22 نوفمبر 1967 | اعتمد 15–0–0                                                                                          | دعوات لـ "سحب القوات المسلحة الإسرائيلية من الأراضي المحتلة" خلال حرب الأيام الستة                                                                         |
| 243                                          | 12 ديسمبر 1967 | اعتمد 15–0–0                                                                                          | قبول اليمن |
| قرار مجلس الأمن التابع للأمم المتحدة رقم 244 | 22 ديسمبر 1967 | اعتمد 15–0–0                                                                                          | تمديد عمليات حفظ السلام في قبرص |
| 245                                          | 25 يناير 1968  | اعتمد 15–0–0                                                                                          | جنوب إفريقيا والمعتقلون في جنوب غرب أفريقيا |
| قرار مجلس الأمن التابع للأمم المتحدة رقم 246 | 14 مارس 1968   | اعتمد 15–0–0                                                                                          | تدهور الوضع في جنوب غرب أفريقيا |
| قرار مجلس الأمن التابع للأمم المتحدة رقم 247 | 18 مارس 1968   | اعتمد 15–0–0                                                                                          | تمديد ولاية قوة الأمم المتحدة لحفظ السلام في قبرص |
| 248                                          | 24 مارس 1968   | اعتمد 15–0–0                                                                                          | إدانة إسرائيل الهجوم على الكرامة ، الأردن |
| 249                                          | 18 أبريل 1968  | اعتمد 15–0–0                                                                                          | قبول موريتانيا |
| 250                                          | 27 أبريل 1968  | اعتمد 15–0–0                                                                                          | إدانة العرض العسكري الإسرائيلي المخطط في القدس |
| 251                                          | 2 مايو 1968    | اعتمد 15–0–0                                                                                          | إدانة العرض العسكري الإسرائيلي |
| 252                                          | 21 مايو 1968   | 13–0–2 (ممتنعون: كندا، الولايات المتحدة الأمريكية)                                                    | اعتبار ضم إسرائيل للقدس باطلاً |
| قرار مجلس الأمن التابع للأمم المتحدة رقم 253 | 29 مايو 1968   | اعتمد 15–0–0                                                                                          | العقوبات على روديسيا الجنوبية |
| قرار مجلس الأمن التابع للأمم المتحدة رقم 254 | 18 يونيو 1968  | اعتمد 15–0–0                                                                                          | توسيع قوة الأمم المتحدة لحفظ السلام في قبرص |
| قرار مجلس الأمن التابع للأمم المتحدة رقم 255 | 19 يونيو 1968  | 10–0–5 (ممتنعون عن التصويت: الجزائر والبرازيل وفرنسا والهند وباكستان)                                 | معاهدة عدم انتشار الأسلحة النووية |
| 256                                          | 16 أغسطس 1968  | اعتمد 15–0–0                                                                                          | إدانة هجمات إسرائيل على الأردن |
| 257                                          | 11 سبتمبر 1968 | اعتمد 15–0–0                                                                                          | قبول سويسرا |
| 258                                          | 18 سبتمبر 1968 | 14–0–1 (ممتنع: الجزائر)                                                                               | إدانة الهجوم الإسرائيلي على الأردن |
| 259                                          | 27 سبتمبر 1968 | 12–0–3 (ممتنعون: كندا، الدنمارك، الولايات المتحدة الأمريكية)                                          | أستنكار التأخر في تنفيذ القرار 237 (1967) بسبب الظروف التي لا تزال إسرائيل تضعها لاستقبال الممثل الخاص للأمين العام                                        |
| 260                                          | 6 نوفمبر 1968  | اعتمد 15–0–0                                                                                          | قبول غينيا الإستوائية |
| قرار مجلس الأمن التابع للأمم المتحدة رقم 261 | 10 ديسمبر 1968 | اعتمد 15–0–0                                                                                          | تمديد قوات حفظ السلام في قبرص |
| 262                                          | 31 ديسمبر 1968 | اعتمد 15–0–0                                                                                          | يدين الهجوم الإسرائيلي على المطار المدني الدولي في بيروت، لبنان.                                                                                           |
| قرار مجلس الأمن التابع للأمم المتحدة رقم 263 | 24 يناير 1969  | اعتمد 15–0–0                                                                                          | إضافة الروسية والإسبانية إلى لغات العمل في المجلس |
| قرار مجلس الأمن التابع للأمم المتحدة رقم 264 | 20 مارس 1969   | 13–0–2 (الممتنعون عن التصويت: فرنسا، المملكة المتحدة)                                                 | الوجود غير القانوني لجنوب أفريقيا في ناميبيا |
| 265                                          | 1 أبريل 1969   | 11–0–4 (ممتنعون: كولومبيا، باراغواي، المملكة المتحدة، الولايات المتحدة الأمريكية)                     | إدانة الهجمات الجوية الأخيرة التي تم شنها من قبل إسرائيل على القرى الأردنية                                                                                |
| قرار مجلس الأمن التابع للأمم المتحدة رقم 266 | 10 يونيو 1969  | اعتمد 15–0–0                                                                                          | إدانة عمليات حفظ السلام في قبرص |
| 267                                          | 3 يوليو 1969   | اعتمد 15–0–0                                                                                          | إستنكار الضم الإسرائيلي لـ القدس الشرقية |
| قرار مجلس الأمن التابع للأمم المتحدة رقم 268 | 3 يوليو 1969   | 11–0–4 (الممتنعون عن التصويت: فرنسا، إسبانيا، المملكة المتحدة، الولايات المتحدة الأمريكية)            | هجمات برتغالية في زامبيا |
| قرار مجلس الأمن التابع للأمم المتحدة رقم 269 | 12 أغسطس 1969  | 11–0–4 (ممتنعون: فنلندا، فرنسا، المملكة المتحدة، الولايات المتحدة الأمريكية)                          | استمرار وجود جنوب أفريقيا في ناميبيا |
| 270                                          | 26 أغسطس 1969  | اعتمد دون تصويت                                                                                       | إدانة الهجوم الإسرائيلي في جنوب لبنان |
| 271                                          | 15 سبتمبر 1969 | 11–0–4 (الممتنعون عن التصويت: كولومبيا، فنلندا، باراغواي، الولايات المتحدة الأمريكية)                 | تعرب عن حزنها بسبب الحرق العمد في المسجد الأقصى |
| قرار مجلس الأمن التابع للأمم المتحدة رقم 272 | 23 أكتوبر 1969 | اعتمد 15–0–0                                                                                          | تعديل النظام الأساسي لـ محكمة العدل الدولية |
| قرار مجلس الأمن التابع للأمم المتحدة رقم 273 | 9 ديسمبر 1969  | 13–0–2 (ممتنعون: إسبانيا، الولايات المتحدة الأمريكية)                                                 | هجمات برتغالية في السنغال |
| قرار مجلس الأمن التابع للأمم المتحدة رقم 274 | 11 ديسمبر 1969 | اعتمد 15–0–0                                                                                          | توسيع عمليات حفظ السلام قبرص |
| قرار مجلس الأمن التابع للأمم المتحدة رقم 275 | 22 ديسمبر 1969 | 9–0–6 (ممتنعون: جمهورية الصين، كولومبيا، فرنسا، إسبانيا، المملكة المتحدة، الولايات المتحدة الأمريكية) | هجمات برتغالية في غينيا من غينيا - بيساو |
| قرار مجلس الأمن التابع للأمم المتحدة رقم 276 | 30 يناير 1970  | 13–0–2 (الممتنعون عن التصويت: فرنسا، المملكة المتحدة)                                                 | إنشاء لجنة مخصصة حول جنوب غرب أفريقيا |
| قرار مجلس الأمن التابع للأمم المتحدة رقم 277 | 15 مارس 1970   | 14–0–1 (ممتنع: إسبانيا)                                                                               | تدهور الوضع في روديسيا الجنوبية |
| 278                                          | 11 مايو 1970   | اعتمد 15–0–0                                                                                          | حول استقلال البحرين |
| 279                                          | 12 مايو 1970   | اعتمد 15–0–0                                                                                          | المطالبة بالانسحاب الفوري لجميع القوات المسلحة الإسرائيلية من الأراضي اللبنانية رداً على الهجوم الإسرائيلي الذي أسفر عن مقتل تسعة لبنانيين وإصابة 19 آخرين. |
| قرار مجلس الأمن التابع للأمم المتحدة رقم 280 | 19 مايو 1970   | 11–0–4 (ممتنعون: كولومبيا، نيكاراغوا، سيراليون، الولايات المتحدة الأمريكية)                           | إدانة إسرائيل لعملها العسكري المتعمد فيما يتعلق بالـ الصراع الإسرائيلي - اللبناني                                                                          |
| قرار مجلس الأمن التابع للأمم المتحدة رقم 281 | 9 يونيو 1970   | اعتمد 15–0–0                                                                                          | توسيع عمليات حفظ السلام في قبرص |
| قرار مجلس الأمن التابع للأمم المتحدة رقم 282 | 23 يوليو 1970  | 12–0–3 (ممتنعون: فرنسا، المملكة المتحدة، الولايات المتحدة الأمريكية)                                  | جنوب أفريقيا الفصل العنصري |
| قرار مجلس الأمن التابع للأمم المتحدة رقم 283 | 29 يوليو 1970  | 13–0–2 (الممتنعون عن التصويت: فرنسا، المملكة المتحدة)                                                 | تشجيع الاستثمار في ناميبيا التي تحتلها جنوب إفريقيا |
| قرار مجلس الأمن التابع للأمم المتحدة رقم 284 | 29 يوليو 1970  | 12–0–3 (ممتنعون عن التصويت: بولندا، اتحاد الجمهوريات الاشتراكية السوفياتية، المملكة المتحدة)          | رأي محكمة العدل الدولية في ناميبيا |
| قرار مجلس الأمن التابع للأمم المتحدة رقم 285 | 5 سبتمبر 1970  | 14–0–1 (ممتنع: الولايات المتحدة)                                                                      | المطالبة بالانسحاب الكامل والفوري لجميع القوات المسلحة الإسرائيلية من الأراضي اللبنانية                                                                    |
| قرار مجلس الأمن التابع للأمم المتحدة رقم 286 | 9 سبتمبر 1970  | اعتمد دون تصويت                                                                                       | اختطاف الطائرات التجارية في أعقاب عمليات الاختطاف الميدانية في داوسون                                                                                      |
| 287                                          | 10 أكتوبر 1970 | اعتمد 15–0–0                                                                                          | قبول فيجي |
| قرار مجلس الأمن التابع للأمم المتحدة رقم 288 | 17 نوفمبر 1970 | اعتمد 15–0–0                                                                                          | دعوة حكومة المملكة المتحدة لإنهاء الوضع في روديسيا الجنوبية                                                                                                |
| قرار مجلس الأمن التابع للأمم المتحدة رقم 289 | 23 نوفمبر 1970 | اعتمد 15–0–0                                                                                          | الغزو البرتغالي لغينيا (1970) |
| قرار مجلس الأمن التابع للأمم المتحدة رقم 290 | 8 ديسمبر 1970  | 11–0–4 (الممتنعون عن التصويت: فرنسا، إسبانيا، المملكة المتحدة، الولايات المتحدة الأمريكية)            | إدانة الإمبراطورية البرتغالية |
| قرار مجلس الأمن التابع للأمم المتحدة رقم 291 | 10 ديسمبر 1970 | اعتمد 15–0–0                                                                                          | تمديد عمليات حفظ السلام في قبرص |
| 292                                          | 10 فبراير 1971 | اعتمد 15–0–0                                                                                          | قبول بوتان |
| قرار مجلس الأمن التابع للأمم المتحدة رقم 293 | 26 مايو 1971   | اعتمد 15–0–0                                                                                          | تمديد عمليات حفظ السلام في قبرص |
| قرار مجلس الأمن التابع للأمم المتحدة رقم 294 | 15 يونيو 1971  | 13–0–2 (ممتنعون: المملكة المتحدة، الولايات المتحدة الأمريكية)                                         | انتهاكات برتغالية للأراضي السنغالية |
| قرار مجلس الأمن التابع للأمم المتحدة رقم 295 | 3 أغسطس 1971   | اعتمد 15–0–0                                                                                          | إرسال بعثة إلى غينيا |
| 296                                          | 18 أغسطس 1971  | اعتمد 15–0–0                                                                                          | قبول البحرين |
| 297                                          | 15 سبتمبر 1971 | اعتمد 15–0–0                                                                                          | قبول قطر |
| قرار مجلس الأمن التابع للأمم المتحدة رقم 298 | 25 سبتمبر 1971 | 14–0–1 (ممتنع: سوريا)                                                                                 | إستنكار عدم احترام إسرائيل لقرارات الأمم المتحدة ضد ضم القدس                                                                                               |
| 299                                          | 30 سبتمبر 1971 | اعتمد 15–0–0                                                                                          | قبول سلطنة عمان |
| قرار مجلس الأمن التابع للأمم المتحدة رقم 300 | 12 أكتوبر 1971 | اعتمد 15–0–0                                                                                          | حرب الحدود الجنوب أفريقية في زامبيا |